# Ajalvir
Ajalvir è un comune spagnolo di 2 479 abitanti situato nella comunità autonoma di Madrid.